# Colin Petersen
Frederick Colin Petersen (Queensland, 24 de marzo de 1946-18 de noviembre de 2024) fue un baterista, productor y actor australiano. Fue miembro de las bandas Steve and the Board, Bee Gees y Humpy Bong. En agosto de 1969, dejó Bee Gees y fue reemplazado por el baterista de Pentangle Terry Cox para grabar las canciones del álbum de 1970, Cucumber Castle.

## Biografía

### Primeros años y carrera actoral
Frederick Colin Petersen comenzó su carrera como actor a la edad de siete años. Cuando aún tenía nueve años a finales de 1955, protagonizó la película Smiley (estrenada en 1956), con Ralph Richardson , pero cuando tenía doce años en 1958 se vio obligado a dejar de actuar porque su madre sintió que estaba interfiriendo con su educación. Otros trabajos cinematográficos incluyen The Scamp (1957), A Cry from the Streets (1958) y, mucho más tarde, Barney (1976). Asistió a la Escuela Estatal de Humpybong al mismo tiempo que Barry, Robin y Maurice Gibb. Petersen estaba en la clase de Barry, aunque rara vez se cruzaban de manera significativa. Mientras estaba en la escuela, desarrolló un interés por la música, comenzando desde el piano pero cambiando a la batería. Después de dejar la escuela, tocó con varias bandas, incluidas Steve and the Board, y conoció a Maurice Gibb, quien lo invitó a participar en una de las sesiones del trío en Sídney. Terminó haciéndose amigo de la familia y, en última instancia, toco en algunos de los primeros sencillos australianos de los Bee Gees.

### Bee Gees (1967-1969)

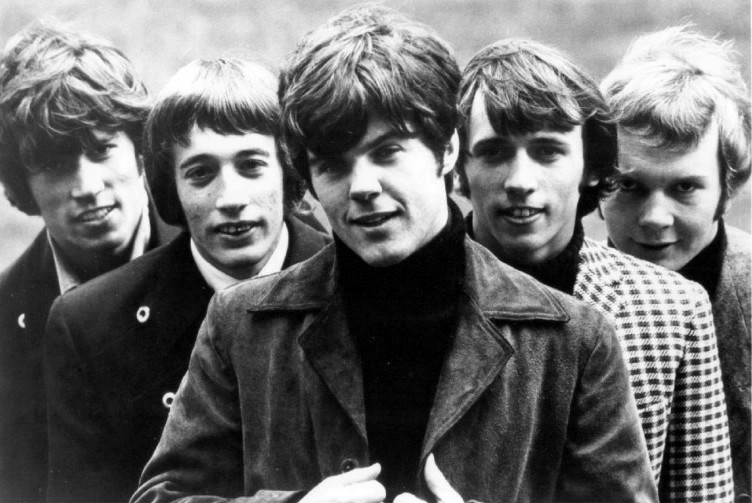
Colin Petersen (primero desde la derecha) con los hermanos Gibb y Vince Melouney en 1967.

Petersen se mudó a Inglaterra en 1966, sin saber que los Bee Gees pronto harían lo mismo y lo reclutaron como su baterista permanente poco después, el primer hermano que no era Gibb en convertirse en miembro oficial de los Bee Gees. Tocó en los álbumes Bee Gees' 1st, Horizontal, Idea, Odessa y Cucumber Castle. Fue un socio igualitario en el grupo desde el comienzo de su período en el Reino Unido, y los hermanos Gibb consideraron que su forma de tocar era esencial para su sonido. Él y su compañero miembro de la banda Vince Melouney quien tocaría la guitarra principal y también se mudó al Reino Unido tuvo algunos problemas cuando, a fines del verano de 1967, fueron amenazados con la deportación debido a un error en la forma en que habían asegurado sus visas. Ese problema se resolvió solo con la intervención del gerente del grupo, Robert Stigwood , quien organizó una campaña publicitaria que incomodó al gobierno para permitirles permanecer en el Reino Unido. Mientras era un Bee Gee, él y Maurice Gibb escribieron "Everything That Came From Mother Goose" con la voz principal y la guitarra de Colin, pero no fue lanzado y, en 1968, Petersen tocó la batería en el debut de The Marbles "Only One Woman".

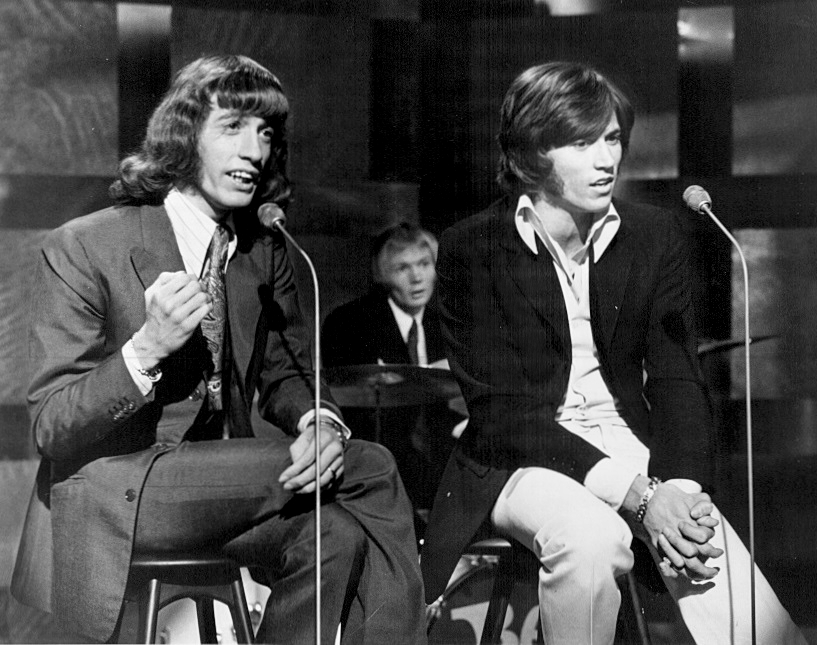
Bee Gees actuando en The Tom Jones Show, Colin Petersen se encuentra en el fondo.

Cuando Petersen aprendió sobre la industria de la música, planteó preguntas sobre el conflicto de intereses de Stigwood como gerente de los Bee Gees, ya que Stigwood era el propietario de sus grabaciones y publicaciones y, en efecto, era su empleador. Según Petersen, esto lo llevó a ser despedido en agosto de 1969, mientras el grupo estaba haciendo una película televisiva de Cucumber Castle . Petersen ya había grabado las canciones utilizadas en la película, que forman parte del álbum, pero no está acreditado. El baterista de Pentangle, Terry Cox, fue llevado para completar el resto de las pistas de batería, pero no está realmente claro qué pistas tienen Petersen o Cox en la batería.
Vince Melouney y Robin Gibb ya habían dejado la banda para ese entonces, dejando solo a Barry Gibb, Maurice Gibb y Colin Petersen. Fue despedido, supuestamente por haber perdido interés en el grupo y faltar a las sesiones de grabación, y por negarse a actuar en la película, a pesar de su experiencia frente a las cámaras.
Sin embargo, como socio del grupo, no podía ser despedido sumariamente como si fuera un empleado. El resultado fue una serie de juicios en los que, en un momento dado, como un truco para obtener un acuerdo más rápido de Stigwood, intentó impedir que los Bee Gees usaran ese nombre, ya que era propiedad conjunta de los socios, y alegó que había sido privado ilegalmente de su parte en la sociedad. Petersen se mantuvo en buenos términos con los hermanos, especialmente Robin Gibb, después de su salida inicial.

### Humpy Bong (1969-1970)
El primer músico con el que trabajó después de dejar Bee Gees fue Jonathan Kelly. Petersen produjo algunos de sus primeros singles en solitario, y en 1970 los dos decidieron formar una banda juntos. Se llamaba, Humpy Bong , una variación de dos palabras del nombre de la escuela a la que Petersen y los hermanos Gibb asistían en Australia. Como necesitaban músicos adicionales, colocaron un anuncio. Tim Staffell respondió y consiguió el trabajo como cantante y armónica. El trío grabó su primer sencillo y apareció en Top of the Pops . Antes de finales de 1970, el grupo se separó sin haber tocado ningún concierto.
Petersen produjo a Jonathan Kelly como solista a principios de la década de 1970, luego de la disolución de Humpy Bong. Regresó a Australia en 1974 donde, después de haber perdido sus derechos a las regalías de autor después de su caso judicial contra los Bee Gees, finalmente se convirtió en un pintor residente en Sídney. Permaneció cerca de Melouney, pero se enfadó con sus otros excompañeros por sus regalías perdidas.

## Discográfia

### Bee Gees (1966-1970)
- Spicks and Specks (1966) (algunas canciones, músico adicional)
- Bee Gees' 1st (1967)
- Horizontal (1968)
- Idea (1968)
- Odessa (1969)
- Cucumber Castle (1970) (algunas canciones, sin acreditar)

### Humpy Bong (1970)
- "Don't You Be Too Long" / "We're All Right Till Then" (1970)
- "Don't You Believe It" (1970)